# فرانچسکو اسکاتی
فرانچسکو اسکاتی (انگلیسی: Francesco Scotti؛ زادهٔ ۸ ژانویهٔ ۱۹۸۳) بازیکن فوتبال اهل ایتالیا است.
از باشگاه‌هایی که در آن بازی کرده‌است می‌توان به باشگاه فوتبال فیورنتینا، باشگاه ورزشی لاتزیو، و باشگاه فوتبال آنکونا اشاره کرد.
وی همچنین در تیم‌های ملی فوتبال زیر ۱۶ سال ایتالیا، زیر ۱۷ سال ایتالیا، زیر ۱۸ سال ایتالیا، و زیر ۲۰ سال ایتالیا بازی کرده‌است.